# Franta mimozemšťan
Franta mimozemšťan je česká sci-fi filmová komedie z roku 2023 režírovaná Rudolfem Havlíkem. Film měl v Česku premiéru 8. února 2024. Ve filmu se Jakub Prachař zhostil dvou postav - reálného Frantu a mimozemšťana Franťana.